# توماس جولد أبلتون
توماس جولد أبلتون (بالإنجليزية: Thomas Gold Appleton)‏ هو كاتب ورسام وفنان وشاعر أمريكي، ولد في 31 مارس 1812 في بوسطن في الولايات المتحدة، وتوفي في 17 أبريل 1884.